# 大和市
大和市（やまとし）は、神奈川県のほぼ中央に位置する市。人口は約24.4万人で、施行時特例市に指定されている。
人口は約24.4万人。東京都区部への通勤率は15.3%、横浜市への通勤率は18.3%。
なお、人口密度は神奈川県内で川崎市に次いで第2位で、横浜市より高い。

## 地理
東京都心から40〜50km、横浜市街から20kmの圏内にあり、東は横浜市、西は座間市、海老名市、綾瀬市に、南は藤沢市、北は相模原市、東京都町田市にそれぞれ隣接している。このうち座間市、海老名市、綾瀬市との間にはかつて県央政令指定都市構想があった。
東西間の距離は3.22 km、南北間の距離は9.79kmと南北に細長い市域である。相模野台地（相模原台地）上にあり、北から南へ緩やかに傾斜した地形で、高低差は38mに及ぶが、丘陵起伏はほとんど無い。市内最高点は下鶴間・浅間神社跡の標高90m、最低点は福田・江の窪の標高30mである。
鉄道は中央部を東西に相鉄本線、南北に小田急江ノ島線が走るほか、北部に東急田園都市線が乗り入れ、狭い市域に8駅がある。このため市内各地から最寄り駅まで、徒歩を用いても比較的短時間でアクセスでき、中心となる大和駅からは小田急（小田原線経由）を用いると新宿、相鉄を用いると横浜へそれぞれ1時間以内で移動できる。2019年に相鉄・JR直通線、2023年3月に相鉄・東急直通線が開業したことで新横浜・渋谷方面へのアクセスが向上した。
道路網では東名高速道路が通っているが、当市域内にはインターチェンジが無い。ただし、市の北東方向に横浜町田ICが、西方向に綾瀬スマートインターチェンジが近接し、市中心部まで比較的短時間でアクセス可能である。
綾瀬市と大和市にまたがって在日米軍と海上自衛隊の厚木基地があり、うち大和市部分は約1.1平方キロメートルで、市面積の約4%に相当する。

### 河川
- 境川 - 市域の東側を南流し、町田市および横浜市との境界を成す。下鶴間の目黒橋付近で境川と目黒川が合流する。大雨・台風が襲来して境川が氾濫する際は横浜市瀬谷区側に被害が集中することが多く、酷い時には床下浸水に及ぶことが多々ある。
- 引地川 - 市内中心部を水源とし、市域西部の台地面を侵食しながら南へ流れる。

### 隣接している自治体・行政区
東京都
- 町田市

神奈川県
- 横浜市（瀬谷区、泉区）
- 相模原市（南区）
- 座間市
- 藤沢市
- 海老名市
- 綾瀬市

## 歴史
「大和」の名前は、明治時代に4つの村が合併してできた「鶴見村」で分村危機が起きた際、当時の県知事が「大きく和する」の意味を込め、新しい村名を「大和」村に改称したことが由来とされている。また、大和市内には遺跡の案内板や石碑があり、神社や寺院は境川流域や引地川流域に集中している。つる舞の里歴史資料館などを参考にすると詳細な歴史を知ることができる。
- 1889年（明治22年）4月1日 - 町村制施行により、高座郡下鶴間村、深見村、上草柳村、下草柳村の合併で鶴見村が、福田村、上和田村、下和田村、長後村、高倉村の合併で渋谷村が発足。
- 1891年（明治24年）9月25日 - 鶴見村が大和村に改称[7]。
- 1926年（大正15年）5月12日 - 神中鉄道（現・相鉄本線）が開業、大和、相模大塚の各駅を設置。
- 1929年（昭和4年）4月1日 - 小田急江ノ島線が開業、中央林間都市、南林間都市、鶴間、西大和、高座渋谷の各駅を設置。
- 1942年（昭和17年） - 帝国海軍が厚木飛行場を設置。
- 1943年（昭和18年）11月3日 - 大和村が町制施行により、大和町となる。
- 1944年（昭和19年）
  - 6月1日 - 東急江ノ島線[注釈 1] の西大和駅が大和駅に改称。相模鉄道との乗換駅となる。
  - 11月3日 - 渋谷村が町制施行。
- 1952年（昭和27年）11月25日 - 小田急江ノ島線桜ヶ丘駅開設。
- 1955年（昭和30年）4月5日 - 渋谷町の南半分（大字長後、高倉）が藤沢市に編入、残った北半分（大字福田、上和田、下和田）で渋谷村（第2次）が発足。
- 1956年（昭和31年）9月1日 - 渋谷村が大和町に編入。
- 1959年（昭和34年）2月1日 - 大和町が市制施行し、大和市が発足。
- 1976年（昭和51年）10月15日 -  東急田園都市線が延伸、つきみ野駅が開業。
- 1984年（昭和59年）4月9日 - 東急田園都市線が延伸、中央林間駅が開業、小田急江ノ島線との乗換駅となる。
- 2000年（平成12年）11月1日 - 特例市に移行。

## 人口
| |                                        |  |
| 大和市と全国の年齢別人口分布（2005年） | 大和市の年齢・男女別人口分布（2005年） |  |
| ■紫色 ― 大和市 ■緑色 ― 日本全国 | ■青色 ― 男性 ■赤色 ― 女性              |  |
| 大和市（に相当する地域）の人口の推移 \| 1970年（昭和45年） \| 102,760人 \| \| \| 1975年（昭和50年） \| 145,881人 \| \| \| 1980年（昭和55年） \| 167,935人 \| \| \| 1985年（昭和60年） \| 177,669人 \| \| \| 1990年（平成2年） \| 194,866人 \| \| \| 1995年（平成7年） \| 203,933人 \| \| \| 2000年（平成12年） \| 212,761人 \| \| \| 2005年（平成17年） \| 221,220人 \| \| \| 2010年（平成22年） \| 228,186人 \| \| \| 2015年（平成27年） \| 232,922人 \| \| \| 2020年（令和2年） \| 239,169人 \| \| |                                        |  |
| 総務省統計局 国勢調査より |                                        |  |
| 1970年（昭和45年） | 102,760人                              |  |
| 1975年（昭和50年） | 145,881人                              |  |
| 1980年（昭和55年） | 167,935人                              |  |
| 1985年（昭和60年） | 177,669人                              |  |
| 1990年（平成2年） | 194,866人                              |  |
| 1995年（平成7年） | 203,933人                              |  |
| 2000年（平成12年） | 212,761人                              |  |
| 2005年（平成17年） | 221,220人                              |  |
| 2010年（平成22年） | 228,186人                              |  |
| 2015年（平成27年） | 232,922人                              |  |
| 2020年（令和2年） | 239,169人                              |  |

## 地域

### 町名
大和市では、一部の区域で住居表示に関する法律に基づく住居表示が実施されている。住居表示実施前の町名等欄で下線がある町名はその全部、それ以外はその一部であり、町名の末尾に数字がある場合には丁目を表す。なお、西鶴間五丁目及び柳橋四丁目の各一部には、住居表示未実施の区域がある。
| 町名             | 町名の読み             | 町区域新設年月日 | 住居表示実施年月日 | 住居表示実施前の町名等                                           | 備考 |
| ---------------- | ---------------------- | ---------------- | ------------------ | ---------------------------------------------------------------- | ---- |
| つきみ野一丁目   | つきみの               | 1970年2月1日     | 未実施             |                                                                  |      |
| つきみ野二丁目   | つきみの               | 1970年2月1日     | 未実施             |                                                                  |      |
| つきみ野三丁目   | つきみの               | 1970年2月1日     | 未実施             |                                                                  |      |
| つきみ野四丁目   | つきみの               | 1970年2月1日     | 未実施             |                                                                  |      |
| つきみ野五丁目   | つきみの               | 1970年2月1日     | 未実施             |                                                                  |      |
| つきみ野六丁目   | つきみの               | 1970年2月1日     | 未実施             |                                                                  |      |
| つきみ野七丁目   | つきみの               | 1970年2月1日     | 未実施             |                                                                  |      |
| つきみ野八丁目   | つきみの               | 1970年2月1日     | 未実施             |                                                                  |      |
| 中央林間一丁目   | ちゅうおうりんかん     | 1966年11月1日    | 1966年11月1日      | 大字下鶴間字丙三号・字丁四号・字丁五号・字丁六号                 |      |
| 中央林間二丁目   | ちゅうおうりんかん     | 1966年11月1日    | 1966年11月1日      | 大字下鶴間字甲十号・字乙一号・字丙三号・字丁五号                 |      |
| 中央林間三丁目   | ちゅうおうりんかん     | 1966年11月1日    | 1966年11月1日      | 大字下鶴間字丁三号・字丁四号・字丁六号・字丁七号                 |      |
| 中央林間四丁目   | ちゅうおうりんかん     | 1966年11月1日    | 1966年11月1日      | 大字下鶴間字甲十号・字丁六号・字丁七号・字丁八号                 |      |
| 中央林間五丁目   | ちゅうおうりんかん     | 1966年11月1日    | 1966年11月1日      | 大字下鶴間字丁三号・字丁七号                                     |      |
| 中央林間六丁目   | ちゅうおうりんかん     | 1966年11月1日    | 1966年11月1日      | 大字下鶴間字丁七号・字丁八号                                     |      |
| 中央林間七丁目   | ちゅうおうりんかん     | 2018年10月9日    | 2018年10月9日      | 大字下鶴間                                                       |      |
| 中央林間八丁目   | ちゅうおうりんかん     | 2018年10月9日    | 2018年10月9日      | 大字下鶴間・つきみ野五丁目の一部                                 |      |
| 中央林間九丁目   | ちゅうおうりんかん     | 2018年10月9日    | 2018年10月9日      | 大字下鶴間                                                       |      |
| 中央林間西一丁目 | ちゅうおうりんかんにし | 2010年10月12日   | 2010年10月12日     | 大字下鶴間字丁四号、南林間3                                      |      |
| 中央林間西二丁目 | ちゅうおうりんかんにし | 2010年10月12日   | 2010年10月12日     | 大字下鶴間字丁一号・字丁四号                                     |      |
| 中央林間西三丁目 | ちゅうおうりんかんにし | 2010年10月12日   | 2010年10月12日     | 大字下鶴間字丙十号・字丁一号                                     |      |
| 中央林間西四丁目 | ちゅうおうりんかんにし | 2010年10月12日   | 2010年10月12日     | 大字下鶴間字丁三号・字丁四号                                     |      |
| 中央林間西五丁目 | ちゅうおうりんかんにし | 2010年10月12日   | 2010年10月12日     | 大字下鶴間字丁一号・字丁二号・字丁三号・字丁四号                 |      |
| 中央林間西六丁目 | ちゅうおうりんかんにし | 2010年10月12日   | 2010年10月12日     | 大字下鶴間字丁一号・字丁二号                                     |      |
| 中央林間西七丁目 | ちゅうおうりんかんにし | 2010年10月12日   | 2010年10月12日     | 大字下鶴間字丁二号・字丁三号                                     |      |
| 南林間一丁目     | みなみりんかん         | 1965年4月1日     | 1965年4月1日       | 大字下鶴間字丙二号・字丙四号・字丙五号                           |      |
| 南林間二丁目     | みなみりんかん         | 1965年4月1日     | 1965年4月1日       | 大字下鶴間字丙三号・字丙四号                                     |      |
| 南林間三丁目     | みなみりんかん         | 1965年4月1日     | 1965年4月1日       | 大字下鶴間字丙三号・字丙四号・字丁四号                           |      |
| 南林間四丁目     | みなみりんかん         | 1965年4月1日     | 1965年4月1日       | 大字下鶴間字丙五号                                               |      |
| 南林間五丁目     | みなみりんかん         | 1965年4月1日     | 1965年4月1日       | 大字下鶴間字丙四号                                               |      |
| 南林間六丁目     | みなみりんかん         | 1965年4月1日     | 1965年4月1日       | 大字下鶴間字丙五号・字丙八号・字丙九号                           |      |
| 南林間六丁目     | みなみりんかん         | 1965年4月1日     | 1982年8月2日       | 大字下鶴間字丙八号・字丙九号                                     |      |
| 南林間七丁目     | みなみりんかん         | 1965年4月1日     | 1965年4月1日       | 大字下鶴間字丙四号・字丙九号                                     |      |
| 南林間七丁目     | みなみりんかん         | 1965年4月1日     | 1982年8月2日       | 大字下鶴間字丙九号                                               |      |
| 南林間八丁目     | みなみりんかん         | 1965年4月1日     | 1965年4月1日       | 大字下鶴間字丙四号・字丙十号                                     |      |
| 南林間九丁目     | みなみりんかん         | 1982年8月2日     | 1982年8月2日       | 大字下鶴間字丙十号                                               |      |
| 林間一丁目       | りんかん               | 1966年11月1日    | 1966年11月1日      | 大字下鶴間字丙二号・字丙三号                                     |      |
| 林間一丁目       | りんかん               | 1966年11月1日    | 1982年8月2日       | 大字下鶴間字乙八号・字丙二号・字丙三号                           |      |
| 林間二丁目       | りんかん               | 1966年11月1日    | 1966年11月1日      | 大字下鶴間字丙三号                                               |      |
| 林間二丁目       | りんかん               | 1966年11月1日    | 1982年8月2日       | 大字下鶴間字乙一号・字乙八号・字丙三号                           |      |
| 下鶴間           | しもつるま             | 1889年4月1日     | 未実施             |                                                                  |      |
| 下鶴間一丁目     | しもつるま             | 1984年8月6日     | 1984年8月6日       | 大字下鶴間字乙十号、大字深見字薙原                               |      |
| 下鶴間二丁目     | しもつるま             | 1984年8月6日     | 1984年8月6日       | 大字下鶴間字乙六号・字乙十号、大字深見字薙原・字島ケ関・字一ノ関 |      |
| 鶴間一丁目       | つるま                 | 1965年4月1日     | 1965年4月1日       | 大字下鶴間字乙十号                                               |      |
| 鶴間二丁目       | つるま                 | 1966年11月1日    | 1966年11月1日      | 大字下鶴間字乙九号・字丙二号                                     |      |
| 西鶴間一丁目     | にしつるま             | 1965年4月1日     | 1965年4月1日       | 大字下鶴間字丙二号                                               |      |
| 西鶴間二丁目     | にしつるま             | 1965年4月1日     | 1965年4月1日       | 大字下鶴間字丙五号・字丙六号                                     |      |
| 西鶴間二丁目     | にしつるま             | 1965年4月1日     | 1982年8月2日       | 大字下鶴間字丙五号・字丙六号                                     |      |
| 西鶴間三丁目     | にしつるま             | 1965年4月1日     | 1965年4月1日       | 大字下鶴間字丙一号                                               |      |
| 西鶴間四丁目     | にしつるま             | 1981年8月3日     | 1981年8月3日       | 大字下鶴間字丙六号、大字上草柳字丸山                             |      |
| 西鶴間五丁目※    | にしつるま             | 1981年8月3日     | 1981年8月3日       | 大字下鶴間字丙六号・字丙七号、大字上草柳字丸山                   |      |
| 西鶴間六丁目     | にしつるま             | 1982年8月2日     | 1982年8月2日       | 大字下鶴間字丙五号・字丙六号・字丙七号・字丙八号                 |      |
| 西鶴間七丁目     | にしつるま             | 1982年8月2日     | 1982年8月2日       | 大字下鶴間字丙七号・字丙八号                                     |      |
| 西鶴間八丁目     | にしつるま             | 1982年8月2日     | 1982年8月2日       | 大字下鶴間字丙七号                                               |      |
| 上草柳           | かみそうやぎ           | 1889年4月1日     | 未実施             |                                                                  |      |
| 下草柳           | しもそうやぎ           | 1889年4月1日     | 未実施             |                                                                  |      |
| 桜森一丁目       | さくらもり             | 1980年8月1日     | 1980年8月1日       | 大字上草柳字桜森・字緑野                                         |      |
| 桜森二丁目       | さくらもり             | 1980年8月1日     | 1980年8月1日       | 大字上草柳字桜森・字緑野                                         |      |
| 桜森三丁目       | さくらもり             | 1980年8月1日     | 1980年8月1日       | 大字上草柳字桜森・字扇野                                         |      |
| 上草柳一丁目     | かみそうやぎ           | 1979年5月1日     | 1979年5月1日       | 大字上草柳字大東、大字下草柳字十二番耕地                         |      |
| 上草柳二丁目     | かみそうやぎ           | 1979年5月1日     | 1979年5月1日       | 大字上草柳字大東・字東ケ里、大字下草柳字十三番耕地               |      |
| 上草柳三丁目     | かみそうやぎ           | 1979年5月1日     | 1979年5月1日       | 大字上草柳字大東・字東ケ里                                       |      |
| 上草柳四丁目     | かみそうやぎ           | 1979年5月1日     | 1979年5月1日       | 大字上草柳字大野・字大東                                         |      |
| 上草柳五丁目     | かみそうやぎ           | 1981年8月3日     | 1981年8月3日       | 大字上草柳字大野・字大東                                         |      |
| 上草柳六丁目     | かみそうやぎ           | 1981年8月3日     | 1981年8月3日       | 大字上草柳字大野・字大東・字東ケ里・字丸山                       |      |
| 上草柳七丁目     | かみそうやぎ           | 1981年8月3日     | 1981年8月3日       | 大字上草柳字大野                                                 |      |
| 上草柳八丁目     | かみそうやぎ           | 1981年8月3日     | 1981年8月3日       | 大字上草柳字大野・字丸山                                         |      |
| 上草柳九丁目     | かみそうやぎ           | 1981年8月3日     | 1981年8月3日       | 大字上草柳字丸山                                                 |      |
| 深見西一丁目     | ふかみにし             | 1983年8月1日     | 1983年8月1日       | 大字深見字砂原・字中原                                           |      |
| 深見西二丁目     | ふかみにし             | 1983年8月1日     | 1983年8月1日       | 大字深見字砂原・字中原・字諏訪・字坊之窪                         |      |
| 深見西三丁目     | ふかみにし             | 1983年8月1日     | 1983年8月1日       | 大字深見字沖野・字庚申塚・字砂原                                 |      |
| 深見西四丁目     | ふかみにし             | 1983年8月1日     | 1983年8月1日       | 大字深見字庚申塚・字薙原・字島ケ関・字島津・字砂原・字諏訪       |      |
| 深見西五丁目     | ふかみにし             | 1984年8月6日     | 1984年8月6日       | 大字深見字沖野・字薙原・字庚申塚                                 |      |
| 深見西六丁目     | ふかみにし             | 1984年8月6日     | 1984年8月6日       | 大字深見字薙原・字島ケ関・字庚申塚                               |      |
| 深見西七丁目     | ふかみにし             | 1984年8月6日     | 1984年8月6日       | 大字深見字沖野・字薙原                                           |      |
| 深見西八丁目     | ふかみにし             | 1984年8月6日     | 1984年8月6日       | 大字深見字薙原・字島ケ関・字一ノ関                               |      |
| 深見東一丁目     | ふかみひがし           | 1983年8月1日     | 1983年8月1日       | 大字深見字諏訪・字森下・字坊之窪                                 |      |
| 深見東二丁目     | ふかみひがし           | 1983年8月1日     | 1983年8月1日       | 大字深見字島津・字森下・字諏訪                                   |      |
| 深見東三丁目     | ふかみひがし           | 1983年8月1日     | 1983年8月1日       | 大字深見字島津・字島ケ関                                         |      |
| 深見             | ふかみ                 | 1889年4月1日     | 未実施             |                                                                  |      |
| 深見台一丁目     | ふかみだい             | 1966年2月1日     | 1966年2月1日       | 大字深見字長窪・字山王塚・字宮之上・字大塚戸・字相ノ原           |      |
| 深見台二丁目     | ふかみだい             | 1966年2月1日     | 1966年2月1日       | 大字深見字相ノ原                                                 |      |
| 深見台三丁目     | ふかみだい             | 1966年2月1日     | 1966年2月1日       | 大字深見字相ノ原・字入村                                         |      |
| 深見台四丁目     | ふかみだい             | 1966年2月1日     | 1966年2月1日       | 大字深見字坊之窪                                                 |      |
| 大和東一丁目     | やまとひがし           | 1966年2月1日     | 1966年2月1日       | 大字深見字長窪・字相ノ原                                         |      |
| 大和東二丁目     | やまとひがし           | 1966年2月1日     | 1966年2月1日       | 大字深見字中原                                                   |      |
| 大和東三丁目     | やまとひがし           | 1966年2月1日     | 1966年2月1日       | 大字深見字中原                                                   |      |
| 大和南一丁目     | やまとみなみ           | 1966年2月1日     | 1966年2月1日       | 大字深見字長窪・字相ノ原                                         |      |
| 大和南二丁目     | やまとみなみ           | 1966年2月1日     | 1966年2月1日       | 大字深見字長窪・字山王塚                                         |      |
| 中央一丁目       | ちゅうおう             | 1966年2月1日     | 1966年2月1日       | 大字下草柳字十一番耕地                                           |      |
| 中央二丁目       | ちゅうおう             | 1966年2月1日     | 1966年2月1日       | 大字下草柳字十番耕地・字十一番耕地・字十二番耕地                 |      |
| 中央三丁目       | ちゅうおう             | 1966年2月1日     | 1966年2月1日       | 大字下草柳字十番耕地・字十三番耕地                               |      |
| 中央三丁目       | ちゅうおう             | 1966年2月1日     | 1979年5月1日       | 大字下草柳字十三番耕地                                           |      |
| 中央四丁目       | ちゅうおう             | 1966年2月1日     | 1966年2月1日       | 大字下草柳字九番耕地・字十番耕地・字十一番耕地                   |      |
| 中央五丁目       | ちゅうおう             | 1966年2月1日     | 1966年2月1日       | 大字下草柳字七番耕地・字九番耕地・字十番耕地・字十一番耕地       |      |
| 中央五丁目       | ちゅうおう             | 1966年2月1日     | 1980年4月15日      | 草柳1                                                            |      |
| 中央六丁目       | ちゅうおう             | 1966年2月1日     | 1966年2月1日       | 大字下草柳字四番耕地・字六番耕地                                 |      |
| 中央七丁目       | ちゅうおう             | 1966年2月1日     | 1966年2月1日       | 大字下草柳字四番耕地・字五番耕地・字六番耕地                     |      |
| 草柳一丁目       | そうやぎ               | 1974年11月23日   | 未実施             |                                                                  |      |
| 草柳二丁目       | そうやぎ               | 1974年11月23日   | 未実施             |                                                                  |      |
| 草柳三丁目       | そうやぎ               | 1974年11月23日   | 未実施             |                                                                  |      |
| 柳橋一丁目       | やなぎばし             | 1972年3月15日    | 未実施             |                                                                  |      |
| 柳橋二丁目       | やなぎばし             | 1972年3月15日    | 未実施             |                                                                  |      |
| 柳橋三丁目       | やなぎばし             | 1984年3月20日    | 未実施             |                                                                  |      |
| 柳橋四丁目※      | やなぎばし             | 1983年8月1日     | 1983年8月1日       | 大字下草柳字四番耕地・字五番耕地、大字福田字丙六ノ区             |      |
| 柳橋五丁目       | やなぎばし             | 1984年3月20日    | 未実施             |                                                                  |      |
| 福田一丁目       | ふくだ                 | 1984年3月20日    | 未実施             |                                                                  |      |
| 福田二丁目       | ふくだ                 | 1984年3月20日    | 未実施             |                                                                  |      |
| 福田三丁目       | ふくだ                 | 1984年3月20日    | 未実施             |                                                                  |      |
| 福田四丁目       | ふくだ                 | 1984年3月20日    | 未実施             |                                                                  |      |
| 福田五丁目       | ふくだ                 | 1984年3月20日    | 未実施             |                                                                  |      |
| 福田六丁目       | ふくだ                 | 1984年3月20日    | 未実施             |                                                                  |      |
| 福田七丁目       | ふくだ                 | 1984年3月20日    | 未実施             |                                                                  |      |
| 福田八丁目       | ふくだ                 | 1984年3月20日    | 未実施             |                                                                  |      |
| 上和田           | かみわだ               | 1956年9月1日     | 未実施             |                                                                  |      |
| 代官一丁目       | だいかん               | 1978年2月22日    | 未実施             |                                                                  |      |
| 代官二丁目       | だいかん               | 1978年2月22日    | 未実施             |                                                                  |      |
| 代官三丁目       | だいかん               | 1978年2月22日    | 未実施             |                                                                  |      |
| 代官四丁目       | だいかん               | 1978年2月22日    | 未実施             |                                                                  |      |
| 渋谷一丁目       | しぶや                 | 1994年10月1日    | 未実施             |                                                                  |      |
| 渋谷二丁目       | しぶや                 | 1994年10月1日    | 未実施             |                                                                  |      |
| 渋谷三丁目       | しぶや                 | 1994年10月1日    | 未実施             |                                                                  |      |
| 渋谷四丁目       | しぶや                 | 1994年10月1日    | 未実施             |                                                                  |      |
| 渋谷五丁目       | しぶや                 | 1994年10月1日    | 未実施             |                                                                  |      |
| 渋谷六丁目       | しぶや                 | 1994年10月1日    | 未実施             |                                                                  |      |
| 福田             | ふくだ                 | 1956年9月1日     | 未実施             |                                                                  |      |
| 下和田           | しもわだ               | 1956年9月1日     | 未実施             |                                                                  |      |
| 本蓼川           | ほんたてかわ           | 1956年9月1日     | 未実施             |                                                                  |      |

1. 1 2 3 4 5 6 7 8  北部第一土地区画整理事業換地処分公告があった日（1970年1月31日）の翌日。
2. 1 2 3 4 5 6 7 8 9 10 11 12 13 14 15 16 17 18 19 20 21 22 23 24 25 26 27 28 29 30 31 32 33  町界町名地番整理実施区域
3. 1 2 3  下草柳土地区画整理事業換地処分公告があった日（1974年11月22日）の翌日（事業区域外である現・草柳三丁目の一部も同日実施）。
4. 1 2  南部第一土地区画整理事業換地処分公告があった日（1972年3月14日）の翌日（事業区域外である現・柳橋一丁目の一部も同日実施）。
5. 1 2 3 4 5 6 7 8 9 10  南部第二土地区画整理事業換地処分公告があった日（1984年3月19日）の翌日。
6. 1 2 3 4  南部第三土地区画整理事業換地処分公告があった日（1978年2月21日）の翌日。
7. 1 2 3 4 5 6  渋谷北部土地区画整理事業換地処分公告があった日（1994年9月30日）の翌日。

### 郵便
郵便番号は242-xxxxで、大和郵便局が管轄・集配を担当する。

### 電話番号
市外局番は046（市内局番は2xx・40x・41x）となっている。
- 046（2xx・40x・41x）エリア（厚木MA）
  - 厚木市、海老名市、大和市、座間市、愛川町、清川村、相模原市南区（磯部（一部を除く）・新磯野（2丁目・5丁目の一部を除く）・新戸・相武台・相武台団地）、平塚市（大神の一部）

かつては0462（xx）を使用していたが、加入者増加などに対応するため、1999年7月20日午前2時、046（2xx）に一斉変更された。

## 行政

### 国の行政機関
- 国税庁大和税務署
- 防衛省南関東防衛局座間防衛事務所
- 国土交通省東京航空局大和航空路レーダー事務所
- 法務省横浜地方法務局大和出張所
- 厚生労働省神奈川労働局大和公共職業安定所

### 県の行政機関
- 神奈川県大和警察署
- 神奈川県企業庁大和水道営業所

- 厚木保健福祉事務所大和センター - 管轄地域は大和市と綾瀬市。

### 広域行政機関
- 広域大和斎場組合 （大和市・綾瀬市・海老名市・座間市）

### 市の行政機関
- 市長：古谷田力 （こやた つとむ） - 2023年5月2日就任、第18代大和市長。
- 副市長：2名[注釈 3]。
  - 大和市消防本部

宣言
- 明るくたくましい青少年が育つ都市宣言（1982年4月1日制定）
- 大和市平和都市宣言（1985年9月19日制定）
- 60歳代を高齢者と言わない都市　やまと（2014年4月1日制定）
- 70歳代を高齢者と言わない都市 やまと（2018年4月11日制定）

環境への取組み
- 第6回持続可能な地域社会をつくる日本の環境首都コンテストに参加。

## 議会

### 神奈川県議会
2023年神奈川県議会議員選挙
- 選挙区：大和市選挙区
- 定数：3人
- 投票日：2023年4月9日
- 当日有権者数：199,431人
- 投票率：38.50％

| 候補者名   | 当落 | 年齢 | 所属党派     | 新旧別 | 得票数   |
| ---------- | ---- | ---- | ------------ | ------ | -------- |
| 藤代優也   | 当   | 51   | 自由民主党   | 現     | 24,371票 |
| 野内光枝   | 当   | 55   | 立憲民主党   | 新     | 20,287票 |
| 谷口和史   | 当   | 60   | 公明党       | 現     | 17,004票 |
| 阿部ゆり亜 | 落   | 40   | 日本維新の会 | 新     | 13,272票 |

### 衆議院
- 選挙区：神奈川13区 （大和市、海老名市、座間市（相模が丘1〜6丁目）、綾瀬市）
- 任期：2021年10月31日 - 2025年10月30日
- 投票日：2021年10月31日
- 当日有権者数：471,671人
- 投票率：55.77％

| 当落 | 候補者名 | 年齢 | 所属党派   | 新旧別 | 得票数    | 重複 |
| ---- | -------- | ---- | ---------- | ------ | --------- | ---- |
| 当   | 太栄志   | 44   | 立憲民主党 | 新     | 130,124票 | ○    |
| 比当 | 甘利明   | 72   | 自由民主党 | 前     | 124,595票 | ○    |

## 経済

### 特産・名産品
銘菓
- さくら街道
- やまと最中
- 大和っ子
- りんかんサブレー
- 湘南ポテト
- ラ・ポワール

その他
- 日本酒「吟醸 泉の森」（いづみ橋酒造）
- 大和ワイン「巨峰の雫」
- ワイン「鶴舞の里」
- 湘南なし
- 高座豚

### 商業施設
駅周辺の商業施設の詳細については大和市#交通にある各駅のリンクを参照。
市内最大の商業施設として、イトーヨーカドーとイオンが共同で出店した大和オークシティがある。
2018年2月までは市内唯一の映画館としてイオンシネマつきみ野が存在したが、施設建て替えに伴って閉館し、以降市内に映画館は存在しない。

### 製造業・研究機関
市内には大規模な製造業やそれに付帯した研究機関なども比較的多くある。
つきみ野にはセルスター工業本社がある。
中央林間には三機工業大和事業所と技術研究所、三菱重工冷熱大和工場、三井住友銀行大和電算センターが立地している。JVCケンウッド・クリエイティブメディア本社工場（かつては日本ビクターの工場）は移転し跡地はマンションとなった。
大和駅周辺には、極東開発工業、岡野電線（古河電工系）、日本モレックス（外資系）、SMK、ガスター（東京ガス、リンナイ系）、日本飛行機、ファーストフーズ（日本製粉系、撤退済）も立地していた。
この他、上和田にはフジフーズ、代官（桜ヶ丘）にはサイゼリヤ神奈川工場、相模大塚にはコージーコーナー相模工場、下鶴間2丁目には加藤組鉄工所大和工場および吉田印刷が立地している。

### 上場企業
大和市内に本社を置く株式上場企業は現在は存在しない。
※過去に存在した株式上場企業 : シコー株式会社（電機、2012年9月11日上場廃止、東証マザーズ コード：6667）

## 姉妹都市・提携都市

### 日本国内
- 新潟県南魚沼市（旧南魚沼郡大和町・まほろば連邦）
- 宮城県黒川郡大和町（まほろば連邦）
- 山梨県甲州市（旧東山梨郡大和村・イベント・スポーツ交流）

## 教育

### 認定こども園
- 認定こども園高座みどり幼稚園

### 小学校
公立
- 大和市立大野原小学校
- 大和市立上和田小学校
- 大和市立北大和小学校
- 大和市立桜丘小学校
- 大和市立渋谷小学校
- 大和市立下福田小学校
- 大和市立草柳小学校
- 大和市立中央林間小学校
- 大和市立西鶴間小学校
- 大和市立引地台小学校
- 大和市立深見小学校
- 大和市立福田小学校
- 大和市立文ヶ岡小学校
- 大和市立緑野小学校
- 大和市立南林間小学校
- 大和市立柳橋小学校
- 大和市立大和小学校
- 大和市立大和東小学校
- 大和市立林間小学校

私立
- 聖セシリア小学校

### 中学校
公立
- 大和市立上和田中学校
- 大和市立渋谷中学校
- 大和市立下福田中学校
- 大和市立つきみ野中学校
- 大和市立鶴間中学校
- 大和市立光丘中学校
- 大和市立引地台中学校
- 大和市立南林間中学校
- 大和市立大和中学校

私立
- 聖セシリア女子中学校

### 高等学校
公立
- 神奈川県立大和高等学校
- 神奈川県立大和西高等学校
- 神奈川県立大和東高等学校
- 神奈川県立大和南高等学校

私立
- 柏木学園高等学校
- 聖セシリア女子高等学校

### 特別支援学校
- 神奈川県立瀬谷支援学校大和東分教室
- 神奈川県立瀬谷支援学校大和南分教室

## メディア
- 大和ラジオ放送（FMやまと） - コミュニティ放送局
- J:comかながわセントラル - 旧・メディアッティかながわ。2009年4月に改名。

## 交通

### 鉄道
小田急電鉄
 江ノ島線
- - 中央林間駅 - 南林間駅 - 鶴間駅 - 大和駅 - 桜ヶ丘駅 - 高座渋谷駅 -

東急電鉄
 田園都市線
- 中央林間駅 - つきみ野駅 -

相模鉄道
 相鉄本線
- - 相模大塚駅 - 大和駅 -

東海道新幹線（JR東海）が小田急高座渋谷駅の下（掘割区間）を通過するが、市内に駅は設置されていない。

### 路線バス
- 神奈川中央交通
  - 大和営業所（鶴間車庫）
  - 中山営業所
  - 綾瀬営業所
- 相鉄バス
  - 綾瀬営業所
  - 旭営業所
- 大和市コミュニティバス

### 高速バス
- 東名大和バス停
  - JR東名ハイウェイバス
  - 小田急ハイウェイバス

※東京駅・新宿駅・羽田空港・箱根・大阪・京都方面の高速バスが運行される。

### 道路
- 高速自動車国道
  - 東名高速道路
    - 大和バス停
    - 大和トンネル
- 国道
  - 国道16号（東京環状）
  - 国道246号（大和厚木バイパス） ※市内には旧道もある
  - 国道467号（藤沢街道）
- 主要地方道
  - 神奈川県道40号横浜厚木線（厚木街道）
  - 神奈川県道45号丸子中山茅ヶ崎線（中原街道）
  - 神奈川県道50号座間大和線（座間街道）
  - 神奈川県道56号目黒町町田線（旧16号線）
- 一般県道
  - 神奈川県道451号藤沢大和自転車道線（境川自転車道）

## 観光・文化・スポーツ

### 寺社
- 深見神社 - 相模国式内社の一つ。境内には大和市指定文化財として、「なんじゃもんじゃの木」（市の天然記念物）や1791年（寛政3年）建立の「神社社号標」（市指定有形文化財）がある。
- 大和天満宮 - 大和市文化創造拠点シリウスの2階屋外に所在する神社。
- 蓮慶寺 - 市指定有形文化財で子育てのうばさまとして信仰される「木造優婆尊尼像」が伝わっている。
- 善徳寺 - 境内に旧日本海軍の戦闘機工場「高座海軍工廠」の戦没台湾少年工慰霊碑。当時、市内上草柳に少年工の寮があり、1943年から終戦まで8400人が働いた[9]。
- 福田の廻り地蔵および講中道具 - 一箇所にとどまらないため「ヤドナシ地蔵」とも呼ばれる[10]。大和市指定重要有形民俗文化財[11][12][13]。

### 旧跡
- つきみ野遺跡
- 深見歴史の森 - 深見城の跡[14]。
- 郷土民家園 - 市指定有形文化財の旧小川勝家住宅・旧北島忠義家住宅が公開されている。
- つる舞の里歴史資料館 - 市立博物館。
- 下鶴間ふるさと館 - 市指定有形文化財の旧小倉家住宅母屋・土蔵が公開されている。
- 下鶴間の矢倉沢往還（現：大山街道）

### 公園
- 多胡記念公園 - 名称は土地・家屋および建設費などの寄贈者に因む。中央林間駅から徒歩圏内に立地している[15]。
- 泉の森

### スポーツ施設
- 相模カンツリー倶楽部 - 相模原市と座間市と大和市をまたいだゴルフ場だが、クラブハウスは大和市側に属する。市街地で唯一のゴルフ場。
- 大和スポーツセンター - 陸上競技場、弓道場、屋外プールを併設。
  - 大和スポーツセンター競技場（大和なでしこスタジアム）
- 引地台公園
  - 大和スタジアム
  - 引地台温水プール（愛称：HOP）
- 大和ゆとりの森

緑道・自転車道
- 大和歩行者専用道（大和遊歩道） - かんがい用水路を歩行者と自転車のみ通行可能な遊歩道・緑道として整備。隣接する相模原市の相模緑道緑地から続いており、大和市内では1号線〜8号線に区分けされ延長約7kmである。遊歩道は藤沢市にもまたがっている[16]。
- 藤沢大和自転車道 - 大和市山王原から藤沢市鵠沼海岸まで横浜市との市境である境川[注釈 4]沿いを走るサイクリングロード。延長20.1 km。神奈川県道451号藤沢大和自転車道線として認定されている。

### 文化施設
- 大和市市民交流拠点ポラリス
- 大和市立図書館 : 大和市文化創造拠点（シリウス）
  - 大和市立中央林間図書館 - 中央林間東急スクエア3階。
  - 大和市立渋谷図書館 - IKOZA3階。

### 娯楽施設
- 桜ケ丘ボウリングセンター
- IKOZA
  - おふろの王様高座渋谷駅前店 - 小田急江ノ島線高座渋谷駅前に立地するスーパー銭湯。

### 祭事
- どんど焼き（1月）
- 節分例大祭（2月）
- 大和市民まつり（5月）
- 神奈川大和阿波おどり（7月） - 東京高円寺阿波おどり・南越谷阿波踊りと並ぶ「関東三大阿波おどり」の1つである。
- 大和天満宮例大祭（8月）
- 渋谷よさこい祭（10月）

## 関連する著名な人物

### 出身者

#### 文化・芸能
- AKIRA（EXILE)
- 杏里（ミュージシャン）
- 川栄李奈（元AKB48、女優)
- 河村隆一（ミュージシャン、LUNA SEA）
- 女屋実和子（女優）
- 近藤真彦（タレント）
- 香坂みゆき（女優）
- 小金沢昇司（歌手）
- 斉藤光浩（ミュージシャン、BOW WOW）
- 白石のぞみ（歌手、司会者）
- 高梨欣也（元MBSアナウンサー・フリーアナウンサー・大阪芸術大学教授）
- 堀江美都子（歌手、声優）
- 新藤風（映画監督）
- 長野博（俳優、歌手（20th Century））
- 南涼子（色彩専門家、カラーコーディネーター、一般社団法人日本ユニバーサルカラー協会代表理事）
- 村瀬克俊（漫画家）
- 柳家あお馬（落語家）
- 山口茂（一橋大学名誉教授）
- 山崎彩（フリーアナウンサー）
- 山多裕生（映像ディレクター）
- 吉澤閑也 （アイドル、Travis Japan）
- 世良マリカ（モデル、ミス・ワールド2019日本代表）
- 町田和樹（お笑い芸人、エバース）

#### スポーツ
- 川村丈夫（元プロ野球選手、横浜ベイスターズ、神奈川フューチャードリームス監督）
- 普久原淳一（元プロ野球選手、中日ドラゴンズ、スコアラー）
- 伊東昂大（元プロ野球選手、広島東洋カープ）
- 伊東亮大（元プロ野球選手、東北楽天ゴールデンイーグルス）
- 藤本淳吾（男子サッカー選手、サッカー日本代表、現SC相模原所属）
- 楢崎教子（元柔道選手、アトランタオリンピック女子柔道52kg級銅メダリスト、シドニーオリンピック同銀メダリスト）
- 小野寺志保（女子サッカー選手、1996年アトランタオリンピック代表GK）
- 大野忍（女子サッカー選手、2011 FIFA女子ワールドカップドイツ大会代表FW）
- 川澄奈穂美（女子サッカー選手、現スカイ・ブルーFC所属、2011 FIFA女子ワールドカップドイツ大会代表FW）
- 上尾野辺めぐみ（女子サッカー選手、現アルビレックス新潟レディース所属、2011 FIFA女子ワールドカップドイツ大会代表FW）
- 本田仁海（プロ野球選手、オリックス・バファローズ）
- 関島優作（プロボクサー、KG大和ボクシングジム所属、2018年度全日本スーパーフェザー級新人王）
- 三浦瑞樹（プロ野球選手、中日ドラゴンズ）

大和市は以前からサッカーが盛んで、サッカー日本女子代表（なでしこジャパン）が初優勝した2011年の女子ワールドカップでは大野、川澄、上尾野辺の3選手が日本代表に参加し、さらに決勝のアメリカ戦では大野と川澄が先発出場した。このような背景もあり、大和市役所は2011年に小野寺を市職員として採用し、「女子サッカーのまち」プロジェクトの一環として同市内のクラブチーム「大和シルフィード」の強化に関わった。シルフィードは2019年になでしこリーグの2部に初昇格し、小野寺は市職員の傍らで同チームのGKコーチを務めている。
男子サッカーでは、横浜市を本拠地とする横浜F・マリノスのサッカースクールが2007年に開校し、2017年には同クラブのホームタウンとして正式に追加された。

### ゆかりの人物
- 根岸英一（化学者、パデュー大学特任教授、2010年度ノーベル化学賞） - 1947年に大和町へ転入し1958年まで大和で育ち、町立大和小学校・大和中学校に通学した。2010年11月22日に名誉市民称号を贈呈。
- 宇都宮徳馬（ミノファーゲン製薬創設者、元国会議員）- 市内下鶴間に居住。2002年2月1日に初の名誉市民となる[17]。
- 菅井円加（バレエダンサー、ローザンヌ国際バレエコンクール優勝）- 居住地は厚木市。バレエスクールが大和市内にある。2012年、ローザンヌ国際バレエコンクール優勝後に大和市から感謝状が送られた。
- 三浦和義 - 市立渋谷中学校卒業
- 大川従道 - 大和カルバリーチャペル牧師
- 重松九州男 - 歯科医師、政治活動家（日本世直し党代表）